# 1990 Пілчер
1990 Пілчер (1990 Pilcher) — астероїд головного поясу, відкритий 9 березня 1956 року.
Тіссеранів параметр щодо Юпітера — 3,683.